# François Lagrange (évêque)
François Lagrange, né à Dun-le-Roi le 15 mars 1827 et mort le 23 juin 1895, est un évêque de Chartres de 1889 à 1895.